# Imprenta
Imprenta é um termo usado para designar lugar de publicação de uma obra, casa editora e data da publicação e/ ou direito autoral. Esta informação se encontra, geralmente, na folha de rosto, mas pode também ser encontrada nas páginas preliminares, especialmente no verso da folha de rosto e nas referências, após o título e subtítulo, quando indica cidade, local e ano.